# قبر فضة
قبر فضة قرية في منطقة الغاب التابعة لمحافظة حماة في سورية. تقع في شمال سهل الغاب. بلغ عدد سكانها 1490 نسمة حسب تعداد عام 2004.